# Melanocyty stimulující hormon
Melanocyty stimulující hormony, společně známé jako MSH, melanotropiny nebo intermediny, jsou rodinou peptidických hormonů a neuropeptidů, do níž patří α-melanocyt stimulující hormon (α-MSH), β-melanocyt stimulující hormon (β-MSH) a γ-melanocyt stimulující hormon (γ-MSH), které jsou produkovány buňkami v pars intermedia předního laloku hypofýzy.
V současné době stále probíhá výzkum a vývoj syntetických analogů α-MSH, jako je afamelanotid (melanotan I, Scenesse), melanotan II a bremelanotid (PT-141).

## Biosyntéza
Různé formy MSH vznikají různým štěpením proopiomelanokortinového proteinu, přičemž také dochází ke vzniku jiných důležitých neuropeptidů, jako je např. adrenokortikotropní hormon.
Keratinocyty kůže produkují a vylučují MSH v odpovědi na ultrafialové záření, což vede ke zintenzivnění syntézy melaninu. Některé neurony v obloukovém jádře hypothalamu produkují a vylučují α-MSH v odpovědi na leptin. α-MSH se také tvoří a vylučuje v předním laloku hypofýzy.

## Funkce
α-MSH působením přes melanokortinový receptor 1 stimuluje produkci a vylučování melaninu (proces označovaný jako melanogeneze) z melanocytů v kůži a vlasech.
Působení α-MSH v hypothalamu potlačuje chuť k jídlu a α-MSH vylučované v hypothalamu také přispívá ke vzniku sexuálního vzrušení.

### U obojživelníků
U některých zvířat (např. u Drápatky vodní), když se nachází na tmavém místě, se produkce MSH zvyšuje. To způsobí, že se pigment v pigmentových buňkách v kůži rozptýlí, zvíře ztmavne, a je tudíž pro dravce těžší jej objevit. Tyto pigmentové buňky se nazývají melanofory, a proto se hormon u obojživelníků často nazývá melanofory stimulující hormon.

### U lidí
Zvýšené množství MSH působí tmavnutí kůže i u lidí. U žen dochází ke zvýšení hladiny MSH během těhotenství, což vede, spolu se zvýšenými hladinami estrogenů, ke zvýšené pigmentaci kůže těhotných žen. Cushingova choroba může také v důsledku nadměrného množství adrenokortikotropního hormonu (ACTH) vést k hyperpigmentaci, např. acantosis nigrans v podpaží. U většiny lidí trpících primární Addisonovou chorobou dochází k tmavnutí (hyperpigmentaci) kůže, včetně oblastí, které nejsou vystaveny slunci – charakteristickými místy jsou kožní záhyby (např. na rukách), bradavky a vnitřní strana tváří (bukální sliznice), nové jizvy hyperpigmentují, zatímco ty starší netmavnou. K tomuto dochází, protože MSH a ACTH sdílejí stejnou prekurzorovou molekulu – proopiomelanokortin (POMC).
Různé hladiny MSH nejsou hlavní příčinou kolísání barvy pleti u různých ras, ale mnoho zrzavých lidí a ti, kteří se špatně opalují, nereagují na MSH v krvi, kvůli variacím v jejich hormonálních receptorech.

## Struktura MSH
Různé formy MSH patří do skupiny nazývané melanokortiny. Tato skupina zahrnuje ACTH, α-MSH, β-MSH, a γ-MSH. Všechny tyto peptidy jsou produkty štěpení velkého prekurzorového peptidu nazývaného proopiomelanokortin (POMC). Pokud jde o pigmentaci, je α-MSH nejdůležitějším melanokortinem.
Různé formy MSH obsahují následující aminokyselinové sekvence:
| α-MSH:           | Ac-Ser-Tyr-Ser-Met-Glu-His-Phe-Arg-Trp-Gly-Lys-Pro-Val                                  |
| β-MSH (lidský):  | Ala-Glu-Lys-Lys-Asp-Glu-Gly-Pro-Tyr-Arg-Met-Glu-His-Phe-Arg-Trp-Gly-Ser-Pro-Pro-Lys-Asp |
| β-MSH (prasečí): | Asp-Glu-Gly-Pro-Tyr-Lys-Met-Glu-His-Phe-Arg-Trp-Gly-Ser-Pro-Pro-Lys-Asp                 |
| γ-MSH:           | Tyr-Val-Met-Gly-His-Phe-Arg-Trp-Asp-Arg-Phe-Gly                                         |

## Syntetický MSH
Pro použití u lidí byly vyvinuty syntetické analogy α-MSH. Příklady dvou známějších zástupců jsou afamelanotid (melanotan I), který testuje společnost Clinuvel Pharmaceuticals a bremelanotid od společnosti Palatin Technologies. Dalšími jsou modimelanotid a setmelanotid.
- Afamelanotid (komerční název Scenesse) byl v Evropě schválen pro léčbu erytropoetické protoporfyrie a stále se testuje jako metoda fotoprotekce při léčbě chronické polymorfní fotodermatózy, aktinické dermatitidy a skvamocelulárního karcinomu (což je forma rakoviny kůže)[6].
- Další analog nazývaný melanotan II podporuje u většiny testovaných mužů libido a erekci a vzrušení s odpovídajícím zapojením pohlavních orgánů u většiny testovaných žen[7]. Bremelanotid (dříve PT-141), který byl objeven díky výzkumu melanotanu II, je v současné době ve vývoji pro své afrodiziakální účinky. Tyto účinky jsou zprostředkovávány působením na neurony v hypothalamu, které exprimují receptory MC3 a MC4.